# Campionati europei di bob 1982
I Campionati europei di bob 1982, sedicesima edizione della manifestazione organizzata dalla Federazione Internazionale di Bob e Skeleton, si sono disputati dal 23 al 31 gennaio 1982 a Cortina d'Ampezzo, in Italia, sull'omonima pista olimpica (dal 2003 verrà intitolata al pluricampione olimpico e mondiale Eugenio Monti), il tracciato sul quale si svolsero le competizioni del bob ai Giochi di Cortina d'Ampezzo 1956 e le rassegne continentali del 1965 (unicamente nel bob a due) e del 1970 (in entrambe le specialità maschili). La località veneta sita ai piedi delle Dolomiti ha quindi ospitato le competizioni europee per la terza volta nel bob a due uomini e per la seconda nel bob a quattro.

## Risultati

### Bob a due uomini
La gara si è svolta il 23 e il 24 gennaio 1982 nell'arco di quattro manches.
| Pos. | Atleti                          | Nazione        | Tempo   | Distacco |
| ---- | ------------------------------- | -------------- | ------- | -------- |
|      | Erich Schärer Max Rüegg         | Svizzera-1     | 4:51.07 |          |
|      | Horst Schönau Andreas Kirchner  | Germania Est-2 | 4:53.00 | +1.93    |
|      | Hans Hiltebrand Ulrich Bächli   | Svizzera-2     | 4:54.98 | +3.91    |
| 4    | Detlef Richter Dietmar Jerke    | Germania Est-3 | 4:55.02 | +3.95    |
| 5    | Bernhard Lehmann Eberhard Weise | Germania Est-1 | 4:55.03 | +3.96    |
| 6    | Ralph Pichler Klaus             | Svizzera-3     | 4:56.03 | +4.96    |
| ...  | ...                             | ...            | ...     | ...      |

### Bob a quattro
La gara si è svolta il 30 e il 31 gennaio 1982 nell'arco di due manches.
| Pos. | Atleti                                                              | Nazione          | Tempo   | Distacco |
| ---- | ------------------------------------------------------------------- | ---------------- | ------- | -------- |
|      | Ralph Pichler Kurt Ott Urs Leuthold Klaus                           | Svizzera-2       | 2:25.93 |          |
|      | Detlef Richter Michael Richter Thomas Forch Dietmar Jerke           | Germania Est-1   | 2:26.25 | +0.32    |
|      | Walter Delle Karth Günter Krispel Johann Lindner Ferdinand Grössing | Austria-3        | 2:26.59 | +0.66    |
| 4    | Klaus Kopp Günther Neuburger Gerhard Oechsle Stratzler              | Germania Ovest-2 | 2:26.87 | +0.94    |
| 5    | Ekkehard Fasser Frey Nerch Rolf Strittmatter                        | Svizzera-3       | 2:27.05 | +1.12    |
| 6    | Peter Kienast Schmied Christian Mark Franz Siegl                    | Austria-1        | 2:27.09 | +1.16    |
| ...  | ...                                                                 | ...              | ...     | ...      |

## Medagliere
| Pos.   | Paese        | Oro | Argento | Bronzo | Totale |
| ------ | ------------ | --- | ------- | ------ | ------ |
| 1      | Svizzera     | 2   | 0       | 1      | 3      |
| 2      | Germania Est | 0   | 2       | 0      | 2      |
| 3      | Austria      | 0   | 0       | 1      | 1      |
| Totale | Totale       | 2   | 2       | 2      | 6      |